# Sukhoi KR-860
Sukhoi KR-860 (Kryl'ya Rossii hay Đôi cánh nước Nga), có tên gọi trước đó là SKD-717, đây là một máy bay phản lực loại lớn có hai tầng của Nga, do Sukhoi thiết kế.